# Ligue des champions féminine de l'EHF 2008-2009
Navigation
Ligue des champions 2007-2008 Ligue des champions 2009-2010
La Ligue des champions 2008-2009 est la 49e édition de la Ligue des champions féminine de l'EHF, compétition de handball qui met aux prises les meilleurs clubs féminins du handball européen.
La compétition est remportée pour la deuxième fois par le club danois du Viborg HK, vainqueur en finale du club hongrois du Győri ETO KC qui atteint à cette occasion la finale de la compétition pour la première fois.

## Modalités
Les trente-deux équipes participent à la compétition et le coefficient EHF détermine leur tour d'entrée.
Le premier tour de qualification oppose huit équipes réparties dans deux tournois de quatre équipes. Les deux premiers sont qualifiés pour le tour suivant et les deux derniers sont reversés au 2e tour de la Coupe de l'EHF (C3). Les clubs qui prennent part à ce tour sont :
- HC Sassari
- Ormi-Loux Patras
- VOC Amsterdam
- Madeira Andebol SAD
- ŠKP Bratislava
- Naisa Niš
- LC Brühl
- Milli Piyango SK

Le deuxième tour de qualification oppose seize équipes réparties dans quatre tournois de quatre équipes. Le premier est qualifié pour le tour préliminaire et les trois derniers sont reversés au 3e tour de la Coupe de l'EHF (C3). Les douze clubs directement qualifiés pour ce tour sont :
- HC Leipzig
- Podravka Koprivnica
- Ikast-Bording EH
- FC Copenhague
- SD Itxako
- Metz Handball
- Dunaferr NK
- Byåsen HE
- MKS Lublin
- Rulmentul-Urban Brașov
- HC Dinamo Volgograd
- Motor Zaporijjia

Le tour préliminaire oppose seize équipes réparties dans quatre poules de quatre équipes. Les deux premiers sont qualifiés pour le tour principal, les troisièmes reversés huitièmes de finale de la Coupe des coupes (C2) et les quatrièmes sont éliminés. Les douze clubs directement qualifiés pour ce tour sont :
- 1. FC Nürnberg
- Hypo Niederösterreich
- Viborg HK
- Elda Prestigio
- Győri ETO KC
- Kometal Ǵorče Petrov
- Budućnost Podgorica
- Larvik HK
- Oltchim Rm. Vâlcea
- Zvezda ZvenigorodT
- Lada Togliatti
- Krim Ljubljana

Enfin, le tour principal oppose huit équipes réparties dans deux poules de quatre équipes. Les deux premiers sont qualifiés pour les demi-finales.

## Tournois de qualification

### Premier tour de qualification
|   | Équipe           | Pts | J | G | N | P | Bp  | Bc | Diff |
| - | ---------------- | --- | - | - | - | - | --- | -- | ---- |
| 1 | Milli Piyango SK | 6   | 3 | 3 | 0 | 0 | 102 | 64 | 38   |
| 2 | ŠKP Bratislava   | 4   | 3 | 2 | 0 | 1 | 84  | 81 | 3    |
| 3 | HC Sassari       | 2   | 3 | 1 | 0 | 2 | 71  | 83 | -12  |
| 4 | LC Brühl         | 0   | 3 | 0 | 0 | 3 | 62  | 91 | -29  |

| Date        | Club 1        | Score | Score | Club 2        |
| ----------- | ------------- | ----- | ----- | ------------- |
| 5 septembre | Bratislava    | 30    | 25    | Sassari       |
| 5 septembre | Milli Piyango | 36    | 19    | Brühl         |
| 6 septembre | Brühl         | 24    | 30    | Bratislava    |
| 6 septembre | Sassari       | 21    | 34    | Milli Piyango |
| 7 septembre | Sassari       | 25    | 19    | Brühl         |
| 7 septembre | Bratislava    | 24    | 32    | Milli Piyango |

|   | Équipe              | Pts | J | G | N | P | Bp | Bc | Diff |
| - | ------------------- | --- | - | - | - | - | -- | -- | ---- |
| 1 | Ormi-Loux Patras    | 6   | 3 | 3 | 0 | 0 | 83 | 73 | 10   |
| 2 | Naisa Niš           | 4   | 3 | 2 | 0 | 1 | 78 | 74 | 4    |
| 3 | Madeira Andebol SAD | 2   | 3 | 1 | 0 | 2 | 71 | 77 | -6   |
| 4 | VOC Amsterdam       | 0   | 3 | 0 | 0 | 3 | 71 | 79 | -8   |

| Date        | Club 1    | Score | Score | Club 2    |
| ----------- | --------- | ----- | ----- | --------- |
| 5 septembre | Patras    | 27    | 21    | Niš       |
| 5 septembre | Madeira   | 22    | 21    | Amsterdam |
| 6 septembre | Amsterdam | 24    | 25    | Patras    |
| 6 septembre | Niš       | 25    | 21    | Madeira   |
| 7 septembre | Niš       | 32    | 26    | Amsterdam |
| 7 septembre | Patras    | 31    | 28    | Madeira   |

### Deuxième tour de qualification
|   | Équipe              | Pts | J | G | N | P | Bp  | Bc  | Diff |
| - | ------------------- | --- | - | - | - | - | --- | --- | ---- |
| 1 | Podravka Koprivnica | 6   | 3 | 3 | 0 | 0 | 108 | 80  | 28   |
| 2 | HC Leipzig          | 4   | 3 | 2 | 0 | 1 | 87  | 86  | 1    |
| 3 | SD Itxako           | 2   | 3 | 1 | 0 | 2 | 84  | 75  | 9    |
| 4 | AC Ormi-Loux Patras | 0   | 3 | 0 | 0 | 3 | 65  | 103 | -38  |

| Date      | Club 1    | Score | Score | Club 2    |
| --------- | --------- | ----- | ----- | --------- |
| 3 octobre | SD Itxako | 27    | 29    | Podravka  |
| 3 octobre | Leipzig   | 27    | 26    | Patras    |
| 4 octobre | Patras    | 18    | 33    | SD Itxako |
| 4 octobre | Podravka  | 36    | 32    | Leipzig   |
| 5 octobre | Podravka  | 43    | 21    | Patras    |
| 5 octobre | Itxako    | 24    | 28    | Leipzig   |

|    | Équipe              | Pts | J | G | N | P | Bp | Bc  | Diff |
| -- | ------------------- | --- | - | - | - | - | -- | --- | ---- |
| 1* | Metz Handball       | 4   | 3 | 2 | 0 | 1 | 96 | 88  | 8    |
| 2* | Byåsen HE           | 4   | 3 | 2 | 0 | 1 | 91 | 88  | 3    |
| 3* | HC Dinamo Volgograd | 4   | 3 | 2 | 0 | 1 | 95 | 89  | 6    |
| 4  | Milli Piyango SK    | 0   | 3 | 0 | 0 | 3 | 84 | 101 | -17  |

* Metz, Byåsen et Volgograd terminent le tournoi avec le même nombre points total (4) et sont donc départagés suivant les confrontations entre les trois équipes selon le nombre de buts marqués : Metz (63), Byåsen (60) et Volgograd (58).
| Date      | Club 1           | Score | Score | Club 2           |
| --------- | ---------------- | ----- | ----- | ---------------- |
| 3 octobre | Byåsen           | 33    | 32    | Metz             |
| 3 octobre | Dinamo           | 37    | 31    | Milli Piyango    |
| 4 octobre | Milli Piyango SK | 28    | 31    | Byåsen           |
| 4 octobre | Metz             | 31    | 30    | Dinamo           |
| 5 octobre | Metz             | 33    | 25    | Milli Piyango SK |
| 5 octobre | Byåsen           | 27    | 28    | Dinamo           |

|   | Équipe                 | Pts | J | G | N | P | Bp  | Bc  | Diff |
| - | ---------------------- | --- | - | - | - | - | --- | --- | ---- |
| 1 | Ikast-Bording EH       | 6   | 3 | 3 | 0 | 0 | 127 | 95  | 32   |
| 2 | Rulmentul-Urban Brașov | 4   | 3 | 2 | 0 | 1 | 107 | 103 | 4    |
| 3 | MKS Lublin             | 1   | 3 | 0 | 1 | 2 | 98  | 116 | -18  |
| 4 | ŠKP Bratislava         | 1   | 3 | 0 | 1 | 2 | 80  | 98  | -18  |

| Date      | Club 1     | Score | Score | Club 2     |
| --------- | ---------- | ----- | ----- | ---------- |
| 3 octobre | Ikast      | 44    | 31    | Lublin     |
| 3 octobre | Brașov     | 30    | 21    | Bratislava |
| 4 octobre | Bratislava | 29    | 38    | Ikast      |
| 4 octobre | Lublin     | 37    | 42    | Brașov     |
| 5 octobre | Lublin     | 30    | 30    | Bratislava |
| 5 octobre | Ikast      | 45    | 35    | Brașov     |

|   | Équipe           | Pts | J | G | N | P | Bp | Bc | Diff |
| - | ---------------- | --- | - | - | - | - | -- | -- | ---- |
| 1 | FC Copenhague    | 6   | 3 | 3 | 0 | 0 | 93 | 49 | 44   |
| 2 | Dunaferr NK      | 2   | 3 | 1 | 0 | 2 | 74 | 78 | -4   |
| 3 | Motor Zaporijjia | 2   | 3 | 1 | 0 | 2 | 79 | 98 | -19  |
| 4 | Naisa Niš        | 2   | 3 | 1 | 0 | 2 | 66 | 87 | -21  |

| Date      | Club 1     | Score | Score | Club 2     |
| --------- | ---------- | ----- | ----- | ---------- |
| 3 octobre | Dunaferr   | 31    | 36    | Zaporijjia |
| 3 octobre | Copenhague | 33    | 17    | Niš        |
| 4 octobre | Niš        | 20    | 28    | Dunaferr   |
| 4 octobre | Zaporijjia | 17    | 38    | Copenhague |
| 5 octobre | Zaporijjia | 26    | 29    | Niš        |
| 5 octobre | Dunaferr   | 15    | 22    | Copenhague |

## Tour préliminaire
- Qualifié pour le tour principal
- Reversé en Coupe des coupes (C2)
- Éliminé

|   | Équipe               | Pts | J | G | N | P | Bp  | Bc  | Diff |
| - | -------------------- | --- | - | - | - | - | --- | --- | ---- |
| 1 | Győri ETO KC         | 10  | 6 | 5 | 0 | 1 | 169 | 145 | 24   |
| 2 | Ikast-Bording EH     | 7   | 6 | 3 | 1 | 2 | 171 | 163 | 8    |
| 3 | Kometal Ǵorče Petrov | 4   | 6 | 2 | 0 | 4 | 149 | 170 | -21  |
| 4 | Zvezda Zvenigorod    | 3   | 6 | 1 | 1 | 4 | 156 | 167 | -11  |

| Date         | Club 1       | Score | Score | Club 2       |
| ------------ | ------------ | ----- | ----- | ------------ |
| 31 octobre   | Ǵorče Petrov | 21    | 24    | Győr         |
| 1er novembre | Ikast        | 31    | 25    | Zvenigorod]  |
| 9 novembre   | Zvenigorod   | 30    | 22    | Ǵorče Petrov |
| 9 novembre   | Győr         | 25    | 27    | Ikast        |
| 15 novembre  | Ikast        | 32    | 26    | Ǵorče Petrov |
| 16 novembre  | Győr         | 29    | 23    | Zvenigorod   |
| 2 janvier    | Ǵorče Petrov | 28    | 22    | Zvenigorod   |
| 3 janvier    | Ikast        | 26    | 27    | Győr         |
| 10 janvier   | Zvenigorod   | 28    | 28    | Ikast        |
| 11 janvier   | Győr         | 35    | 20    | Ǵorče Petrov |
| 17 janvier   | Zvenigorod   | 28    | 29    | Győr         |
| 18 janvier   | Ǵorče Petrov | 32    | 27    | Ikast        |

|   | Équipe                | Pts | J | G | N | P | Bp  | Bc  | Diff |
| - | --------------------- | --- | - | - | - | - | --- | --- | ---- |
| 1 | Hypo Niederösterreich | 10  | 6 | 5 | 0 | 1 | 179 | 146 | 33   |
| 2 | Budućnost Podgorica   | 9   | 6 | 4 | 1 | 1 | 154 | 149 | 5    |
| 3 | FC Copenhague         | 5   | 6 | 2 | 1 | 3 | 143 | 140 | 3    |
| 4 | Elda Prestigio        | 0   | 6 | 0 | 0 | 6 | 131 | 172 | -41  |

| Date         | Club 1     | Score | Score | Club 2     |
| ------------ | ---------- | ----- | ----- | ---------- |
| 1er novembre | Podgorica  | 28    | 26    | Elda       |
| 2 novembre   | Copenhague | 27    | 28    | Hypo NÖ    |
| 7 novembre   | Hypo NÖ    | 34    | 27    | Podgorica  |
| 8 novembre   | Elda       | 18    | 26    | Copenhague |
| 15 novembre  | Elda       | 26    | 31    | Hypo NÖ    |
| 16 novembre  | Copenhague | 22    | 22    | Podgorica  |
| 3 janvier    | Podgorica  | 26    | 25    | Hypo NÖ    |
| 4 janvier    | Copenhague | 28    | 19    | Elda       |
| 9 janvier    | Hypo NÖ    | 28    | 18    | Copenhague |
| 10 janvier   | Elda       | 20    | 26    | Podgorica  |
| 16 janvier   | Hypo NÖ    | 33    | 22    | Elda       |
| 17 janvier   | Podgorica  | 25    | 22    | Copenhague |

|   | Équipe              | Pts | J | G | N | P | Bp  | Bc  | Diff |
| - | ------------------- | --- | - | - | - | - | --- | --- | ---- |
| 1 | Oltchim Rm. Vâlcea  | 8   | 6 | 4 | 0 | 2 | 177 | 155 | 22   |
| 2 | Podravka Koprivnica | 8   | 6 | 4 | 0 | 2 | 170 | 163 | 7    |
| 3 | Larvik HK           | 6   | 6 | 3 | 0 | 3 | 179 | 169 | 10   |
| 4 | Lada Togliatti      | 2   | 6 | 1 | 0 | 5 | 159 | 198 | -39  |

| Date        | Club 1    | Score | Score | Club 2   |
| ----------- | --------- | ----- | ----- | -------- |
| 31 octobre  | Podravka  | 30    | 27    | Lada     |
| 2 novembre  | Oltchim   | 33    | 29    | Larvik   |
| 7 novembre  | Lada      | 34    | 33    | Oltchim  |
| 9 novembre  | Larvik    | 27    | 26    | Podravka |
| 15 novembre | Podravka  | 20    | 30    | Oltchim  |
| 16 novembre | Larvik HK | 35    | 24    | Lada     |
| 3 janvier   | Podravka  | 32    | 27    | Larvik   |
| 4 janvier   | Oltchim   | 30    | 19    | Lada     |
| 10 janvier  | Lada      | 28    | 34    | Podravka |
| 11 janvier  | Larvik    | 25    | 27    | Oltchim  |
| 18 janvier  | Lada      | 27    | 36    | Larvik   |
| 18 janvier  | Oltchim   | 24    | 28    | Podravka |

|   | Équipe         | Pts | J | G | N | P | Bp  | Bc  | Diff |
| - | -------------- | --- | - | - | - | - | --- | --- | ---- |
| 1 | Viborg HK      | 10  | 6 | 5 | 0 | 1 | 225 | 175 | 50   |
| 2 | Krim Ljubljana | 8   | 6 | 4 | 0 | 2 | 187 | 182 | 5    |
| 3 | Metz Handball  | 4   | 6 | 2 | 0 | 4 | 173 | 188 | -15  |
| 4 | 1. FC Nürnberg | 2   | 6 | 1 | 0 | 5 | 165 | 205 | -40  |

| Date         | Club 1   | Score | Score | Club 2   |
| ------------ | -------- | ----- | ----- | -------- |
| 1er novembre | Metz     | 24    | 37    | Viborg   |
| 2 novembre   | Nürnberg | 25    | 29    | Krim     |
| 8 novembre   | Viborg   | 39    | 30    | Nürnberg |
| 9 novembre   | Krim     | 26    | 31    | Metz     |
| 15 novembre  | Metz     | 32    | 24    | Nürnberg |
| 15 novembre  | Krim     | 38    | 34    | Viborg   |
| 3 janvier    | Nürnberg | 28    | 42    | Viborg   |
| 3 janvier    | Metz     | 29    | 33    | Krim     |
| 10 janvier   | Viborg   | 35    | 27    | Metz     |
| 10 janvier   | Krim     | 35    | 25    | Nürnberg |
| 17 janvier   | Viborg   | 38    | 28    | Krim     |
| 17 janvier   | Nürnberg | 33    | 30    | Metz     |

## Tour principal
- Qualifié pour les demi-finales
- Éliminé

|   | Équipe                | Pts | J | G | N | P | Bp  | Bc  | Diff |
| - | --------------------- | --- | - | - | - | - | --- | --- | ---- |
| 1 | Viborg HK             | 10  | 6 | 5 | 0 | 1 | 196 | 166 | 30   |
| 2 | Hypo Niederösterreich | 10  | 6 | 5 | 0 | 1 | 195 | 166 | 29   |
| 3 | Podravka Koprivnica   | 4   | 6 | 2 | 0 | 4 | 177 | 186 | -9   |
| 4 | Ikast-Bording EH      | 0   | 6 | 0 | 0 | 6 | 154 | 204 | -50  |

| Date            | Club 1   | Score | Score | Club 2   |
| --------------- | -------- | ----- | ----- | -------- |
| 7 février 2009  | Podravka | 30    | 31    | Hypo NÖ  |
| 7 février 2009  | Ikast    | 24    | 38    | Viborg   |
| 13 février 2009 | Hypo NÖ  | 32    | 24    | Ikast    |
| 14 février 2009 | Viborg   | 32    | 26    | Podravka |
| 20 février 2009 | Hypo NÖ  | 30    | 28    | Viborg   |
| 21 février 2009 | Ikast    | 28    | 31    | Podravka |
| 28 février 2009 | Ikast    | 23    | 33    | Hypo NÖ  |
| 28 février 2009 | Podravka | 26    | 31    | Viborg   |
| 14 mars 2009    | Viborg   | 34    | 29    | Ikast    |
| 14 mars 2009    | Hypo NÖ  | 38    | 28    | Podravka |
| 21 mars 2009    | Podravka | 36    | 26    | Ikast    |
| 21 mars 2009    | Viborg   | 33    | 31    | Hypo NÖ  |

|   | Équipe              | Pts | J | G | N | P | Bp  | Bc  | Diff |
| - | ------------------- | --- | - | - | - | - | --- | --- | ---- |
| 1 | Győri ETO KC        | 9   | 6 | 4 | 1 | 1 | 182 | 173 | 9    |
| 2 | Oltchim Rm. Vâlcea  | 6   | 6 | 3 | 0 | 3 | 179 | 166 | 13   |
| 3 | Budućnost Podgorica | 5   | 6 | 2 | 1 | 3 | 163 | 177 | -14  |
| 4 | Krim Ljubljana      | 4   | 6 | 2 | 0 | 4 | 196 | 204 | -8   |

| Date            | Club 1     | Score | Score | Club 2     |
| --------------- | ---------- | ----- | ----- | ---------- |
| 7 février 2009  | Krim       | 31    | 35    | Győr       |
| 8 février 2009  | Budućnost  | 23    | 22    | Rm. Vâlcea |
| 15 février 2009 | Rm. Vâlcea | 36    | 30    | Krim       |
| 15 février 2009 | Győr       | 31    | 27    | Budućnost  |
| 21 février 2009 | Rm. Vâlcea | 28    | 26    | Győr       |
| 22 février 2009 | Krim       | 35    | 28    | Budućnost  |
| 28 février 2009 | Krim       | 35    | 34    | Rm. Vâlcea |
| 22 février 2009 | Budućnost  | 26    | 26    | Győr       |
| 15 mars 2009    | Győr       | 34    | 33    | Krim       |
| 15 mars 2009    | Rm. Vâlcea | 31    | 22    | Budućnost  |
| 21 mars 2009    | Győr       | 30    | 28    | Rm. Vâlcea |
| 22 mars 2009    | Budućnost  | 37    | 32    | Krim       |

## Phase finale
Tous les matchs de la phase finale sont joués en aller/retour. Viborg and Győr obtiennent l'avantage du terrain pour le match retour car ils ont terminé premier de leurs groupes respectifs. Concernant la finale, le règlement de l'EHF stipule que si un des deux finalistes a disputé une finale de la Ligue des champions lors de trois saisons précédentes et a évolué à domicile lors du match retour, il doit alors jouer le premier match de la finale de cette année à domicile. Viborg étant dans ce cas de figure, le club danois reçoit lors de la première rencontre. 
|  | Demi-finales              | Demi-finales              | Demi-finales        | Demi-finales        |           |           | Finale           | Finale           | Finale           | Finale           |
|  |                           |                           |                     |                     |           |           |                  |                  |                  |                  |
|  | 12 et 18 avril 2009       | 12 et 18 avril 2009       | 12 et 18 avril 2009 | 12 et 18 avril 2009 |           |           | 9 et 16 mai 2009 | 9 et 16 mai 2009 | 9 et 16 mai 2009 | 9 et 16 mai 2009 |
|  | CS Oltchim Râmnicu Vâlcea | CS Oltchim Râmnicu Vâlcea | 28                  | 21                  |           |           | 9 et 16 mai 2009 | 9 et 16 mai 2009 | 9 et 16 mai 2009 | 9 et 16 mai 2009 |
|  | CS Oltchim Râmnicu Vâlcea | CS Oltchim Râmnicu Vâlcea | 28                  | 21                  |           |           | 9 et 16 mai 2009 | 9 et 16 mai 2009 | 9 et 16 mai 2009 | 9 et 16 mai 2009 |
|  | Viborg HK                 | Viborg HK                 | 34                  | 21                  |           |           | 9 et 16 mai 2009 | 9 et 16 mai 2009 | 9 et 16 mai 2009 | 9 et 16 mai 2009 |
|  | Viborg HK                 | Viborg HK                 | 34                  | 21                  | Viborg HK | Viborg HK | 24               | 26               |                  |                  |
|  | 12 et 19 avril 2009       |                           |                     |                     | Viborg HK | Viborg HK | 24               | 26               |                  |                  |
|  |                           |                           | Győri ETO KC        | Győri ETO KC        | 26        | 23        |                  |                  |                  |                  |
|  | Hypo Niederösterreich     | Hypo Niederösterreich     | Győri ETO KC        | Győri ETO KC        | 26        | 23        | 26               | 21               |                  |                  |
|  | Hypo Niederösterreich     | Hypo Niederösterreich     |                     |                     |           |           |                  | 21               |                  |                  |
|  | Győri ETO KC              | Győri ETO KC              | 25                  | 29                  |           |           |                  |                  |                  |                  |
|  | Győri ETO KC              | Győri ETO KC              | 25                  | 29                  |           |           |                  |                  |                  |                  |

### Demi-finales
Première demi-finale
| 12 avril 2009 18h30 | CS Oltchim Râmnicu Vâlcea | 28 – 34 | Viborg HK           | "Traian" Sports Hall, Râmnicu Vâlcea Affluence : 3 000 Arbitrage : Korres, Migas |
| 12 avril 2009 18h30 | Ardean-Elisei 6           | (11-16) | Jurack, Mikkelsen 7 | "Traian" Sports Hall, Râmnicu Vâlcea Affluence : 3 000 Arbitrage : Korres, Migas |
| 12 avril 2009 18h30 | ×3 ×1                     | EHF     | ×3 ×6               | "Traian" Sports Hall, Râmnicu Vâlcea Affluence : 3 000 Arbitrage : Korres, Migas |

- Oltchim Râmnicu Vâlcea : Smedescu, Dinu – Ardean-Elisei  (6), Maier (5), Puscasu (5), Luca  (4), Fiera (3), Manea (3), Lecușanu  (2), Berehoiu, Borbás, Pidpalova , Chymkoute, Szűcs
- Viborg HK : Bager Due, Lunde Haraldsen – Jurack  (7), Mikkelsen (7), Skov  (5), Várzaru  (5), Althaus  (4), Lunde  (4), Nielsen (2), Aaen, Bjørndalen, Smidt , Kovacsicz, Zhai

| 18 avril 2009 14h05 | Viborg HK      | 21 – 21 | CS Oltchim Râmnicu Vâlcea | Viborg Stadionhal, Viborg Affluence : 2 000 Arbitrage : Stolarovs, Licis |
| 18 avril 2009 14h05 | Anja Althaus 6 | (8-12)  | Narcisa Lecușanu 7        | Viborg Stadionhal, Viborg Affluence : 2 000 Arbitrage : Stolarovs, Licis |
| 18 avril 2009 14h05 | ×3 ×5 ×1       | EHF     | ×3 ×2                     | Viborg Stadionhal, Viborg Affluence : 2 000 Arbitrage : Stolarovs, Licis |

- Viborg HK : Bager Due, Lunde Haraldsen – Althaus  (6), Mikkelsen (5), Skov (4), Jurack  (3), Várzaru  (2), Lunde  (1), Aaen, Bjørndalen , Kovacsicz, Nielsen , Smidt , Zhai
- Oltchim Râmnicu Vâlcea : Dinu – Lecușanu (7), Maier (5), Manea (4), Gatzel  (2), Luca  (1), Puscasu (1), Vadineanu (1), Ardean-Elisei, Berehoiu, Fiera , Ivan, Pidpalova, Tolnai

Second demi-finale
| 12 avril 2009 20h22 | Hypo Niederösterreich | 26 – 25 | Győri ETO KC | BSFZ Südstadt, Maria Enzersdorf Affluence : 1 200 Arbitrage : Togstad, Kristiansen |
| 12 avril 2009 20h22 | do Nascimento 6       | (15-13) | Görbicz 7    | BSFZ Südstadt, Maria Enzersdorf Affluence : 1 200 Arbitrage : Togstad, Kristiansen |
| 12 avril 2009 20h22 | ×2 ×4                 | EHF     | ×2           | BSFZ Südstadt, Maria Enzersdorf Affluence : 1 200 Arbitrage : Togstad, Kristiansen |

- Hypo Niederösterreich : Blazek, Englert – do Nascimento (6), Aćimović  (5), Kis-Máténe Kirsner (5), Toth  (4), Myoung (3), Oh (2), Kim  (1), Mesquita, Cavaleiro, Piedade, Lerant, Plach
- Győri ETO KC : O. Herr, Pálinger – Görbicz (7), Mravikova (5), Tomori (4), Hornyak  (3), Spiridon  (2), Vérten  (2), A. Herr (1), Kovacsics (1), Horvath, Hosszu, Kisfaludy, Rotiș-Nagy

| 19 avril 2009 16h15 | Győri ETO KC | 29 – 21 | Hypo Niederösterreich | Magvassy Mihály Sports Hall, Győr Affluence : 2 800 Arbitrage : Bernd et Reiner Methe |
| 19 avril 2009 16h15 | Görbicz 13   | (12-9)  | Tóth 5                | Magvassy Mihály Sports Hall, Győr Affluence : 2 800 Arbitrage : Bernd et Reiner Methe |
| 19 avril 2009 16h15 | ×3 ×5 ×1     | EHF     | ×3 ×5 ×1              | Magvassy Mihály Sports Hall, Győr Affluence : 2 800 Arbitrage : Bernd et Reiner Methe |

- Győri ETO KC : O. Herr, Pálinger – Görbicz (13), A. Herr (5), Kovacsics (3), Mravikova (3), Hornyak  (2), Vérten  (2), Spiridon (1), Deaki, Hosszu, Kisfaludy, Rotiș-Nagy , Tomori
- Hypo Niederösterreich : Blazek, Englert – Toth  (5), Aćimović  (3), do Nascimento  (3), Kim (3), Myoung (3), Piedade  (2), Mesquita (1), Kis-Máténe Kirsner (1), Cavaleiro , Lerant, Oh , Plach

### Finale
| 9 mai 2009 16h15 | Viborg HK       | 24 – 26 | Győri ETO KC | Gigantium, Aalborg Affluence : 5 600 Arbitrage : Geipel, Helbig |
| 9 mai 2009 16h15 | Althaus, Skov 6 | (14-15) | Tomori 7     | Gigantium, Aalborg Affluence : 5 600 Arbitrage : Geipel, Helbig |
| 9 mai 2009 16h15 | ×3 ×5           | EHF     | ×2 ×1        | Gigantium, Aalborg Affluence : 5 600 Arbitrage : Geipel, Helbig |

- Viborg HK : Bager Due, Lunde Haraldsen – Althaus  (6), Skov  (6), Jurack  (4), Lunde (2), Mikkelsen (2), Vărzaru (2), Kovacsicz  (1), Nielsen  (1), Aaen, Bjørndalen, Smidt, Zhai
- Győri ETO KC : Oguntoye, O. Herr, Pálinger – Tomori (7), Vérten (6), A. Herr (5), Kovacsics  (3), Mravikova (2), Spiridon  (2), Hornyak  (1), Deaki, Horvath, Hosszu, Rotiș-Nagy

| 16 mai 2009 16h15 | Győri ETO KC | 23 – 26 | Viborg HK   | Veszprém Aréna, Veszprém Affluence : 5 100 Arbitrage : Muro, Rodríguez |
| 16 mai 2009 16h15 | Kovacsics 6  | (10-14) | Mikkelsen 7 | Veszprém Aréna, Veszprém Affluence : 5 100 Arbitrage : Muro, Rodríguez |
| 16 mai 2009 16h15 | ×2 ×3 ×1     | EHF     | ×3 ×8 ×1    | Veszprém Aréna, Veszprém Affluence : 5 100 Arbitrage : Muro, Rodríguez |

- Győri ETO KC : O. Herr, Pálinger – Kovacsics  (6), A. Herr (4), Vérten (4), Mravikova (3), Spiridon  (3), Tomori (2), Hornyak  (1), Deaki, Horvath, Hosszu, Kisfaludy, Rotiș-Nagy
- Viborg HK : Bager Due, Lunde Haraldsen – Mikkelsen (7), Jurack  (4), Lunde  (4), Skov  (4), Nielsen (3), Aaen (1), Althaus  (1), Vărzaru (1), Zhai (1), Bjørndalen, Kovacsicz, Nørgaard

## Les championnes d'Europe
| Championne d'Europe - Ligue des Champions 2008-2009 Viborg HK 2e titre |

L'effectif du Viborg HK était :
- Gitte Aaen
- Anja Althaus
- Louise Bager Due
- Ida Bjørndalen
- Maria Fisker
- Grit Jurack
- Mónika Kovacsicz
- Lene Lund Nielsen
- Katrine Lunde
- Kristine Lunde-Borgersen
- Ann Grete Nørgaard
- Bojana Popović
- Henriette Rønde Mikkelsen
- Rikke Skov
- Karen Smidt
- Maja Torp
- Cristina Vărzaru
- Chao Zhai

Entraîneur
- Jakob Vestergaard (en)

## Statistiques
Les meilleurs buteuses de la Ligue des champions 2008-2009 sont :
| Rang | Joueuses                | Équipe                | Buts |
| ---- | ----------------------- | --------------------- | ---- |
| 1    | Grit Jurack             | Viborg HK             | 113  |
| 2    | Anita Görbicz           | Győri ETO KC          | 94   |
| 3    | Andrea Lekić            | Krim Ljubljana        | 88   |
| 4    | Tímea Tóth              | Hypo Niederösterreich | 80   |
| 5    | Alexandra do Nascimento | Hypo Niederösterreich | 79   |
| 6    | Katarina Bulatović      | Budućnost Podgorica   | 75   |
| 6    | Zsuzsanna Tomori        | Győri ETO KC          | 75   |
| 8    | Bojana Popović          | Viborg HK             | 73   |
| 9    | Orsolya Vérten          | Győri ETO KC          | 71   |
| 10   | Narcisa Lecușanu        | Oltchim Rm. Vâlcea    | 66   |
| 10   | Rikke Skov              | Viborg HK             | 66   |